# Scinax carnevallii
Scinax carnevallii és una espècie de granota endèmica del Brasil.